# Alma Dankan
Alma Meri Dankan (енгл. Alma Meri Dankan 2. oktobar 1917 – 15. decembar 2004) je bila kanadska slikarka, grafičarka i filmski stvaralac iz Pariza, kanadske pokrajine Ontario.
Njen umetnički stil razvijao se i menjao tokom karijere. Alma je postala poznata po apstrakcijama, preciznim crtežima i portretima koje je radila u mnogim tehnikama. Najčešće je koristila akvarel, kredu, ugalj, mastilo i uljane boje. U svojim filmskim ostvarenjima, najčešće je koristila krpene lutke. Za vreme Drugog svetskog rata, postaje blagajnica Ratnog saveta pisaca i umetnika u Monteralu, godine 1943. Alma je dobila dozvolu da svojim skicama dokumentuje život ratnih radnika i pripadnika Kanadskog ženskog korpusa. Neka od ovih dela nalaze se u Kanadskom ratnom muzeju u okviru zbirke Beaverbrook. Rad na ovim skicama zainteresovao je Almu za crtanje industrijskih predmeta, što je kasnije bilo od velikog značaja za njen rad u odeljenju za animaciju pri Nacionalnom filmskom odboru. 